# FCKW-Halon-Verbots-Verordnung
Die FCKW-Halon-Verbots-Verordnung (FCKWHalonVerbV) war eine deutsche bundesrechtliche Verordnung zum Verbot von bestimmten die Ozonschicht abbauenden Halogenkohlenwasserstoffen. Sie war seit dem 1. August 1991 in Kraft und wurde am 1. Dezember 2006 von der Chemikalien-Ozonschichtverordnung abgelöst.
Sie regelte Verwendungsbeschränkungen und -verbote für die oben beschriebenen Stoffe. Im deutschen Chemikalienrecht sind weitere Verwendungsbeschränkungen und -verbote im Hinblick auf Chemikalien (inklusive Zubereitungen, Erzeugnissen usw., die diese enthalten) in der Gefahrstoffverordnung (GefStoffV) und in der Chemikalien-Verbotsverordnung (ChemVerbotsV) festgelegt.
Deutschland hat bis Ende 1994 als eines der ersten Länder der Welt seinen Ausstieg aus den vollhalogenierten Fluorchlorkohlenwasserstoffen (FCKW) abgeschlossen. Die FCKWHalonVerbV sah je nach Einsatzgebiet ein stufenweises Verbot der Verwendung bzw. Herstellung dieser Stoffe vor.